# Ssanggye sa
Ssanggye sa (쌍계사 Klasztor Bliźniaczych Strumieni) – koreański klasztor, w którym rozwinęła się grupa przekazu zwana Okch’ŏn osan.

## Historia klasztoru
Klasztor został założony przez dwóch mnichów sŏn Sambŏpa i Daebiego w dolinie Hwangok na południowym zboczu góry Chiri. Nazwali go Okch’ŏn sa, co dało początek linii przekazu nazwanej od nazwy klasztoru. Według legendy mnich Sambŏp udał się do Chin, aby zostać uczniem VI Patriarchy szkoły chan Huinenga. Niestety okazało się, że Huineng już zmarł (w 713 roku), jednak Sambŏp był tak rozczarowany, że wykradł zabalsamowaną głowę Patriarchy i powrócił do Shilli. Miał wtedy sen, w którym jakiś starszy mnich powiedział mu, że powinien poszukać miejsca na górze Chiri, w którym kwiaty wyrastające z kłączy (Curcuma angustifolia) rozkwitają w śniegu w pachnącej dolinie.
W 835 roku mnich Chingam Hyejo (774-850), uczeń Yanguana Qi’ana, powrócił do Korei, odbudował podupadły klasztor i znacznie go rozbudował, nadając nazwę Ssanggye. Wybudował także Gmach Głowy Szóstego Patriarchy, w którym przechowano relikwię.
Klasztor został zniszczony podczas japońskiej inwazji na Koreę w roku 1592. W 1641 r. został odbudowany przez Pyŏgama Kaksŏnga, nauczyciela mistrza Paekgoka Ch’ŏnŭnga (1617–1680).
Obecnie klasztor położony jest na terenie Parku Narodowego góry Jiri.
Ssanggye jest klasztorem parafialnym szkoły chogye, który administruje 51 innymi klasztorami.

## Znane obiekty
- Stela Chingama – Skarb Narodowy nr 47

## Adres klasztoru
- 207 Unsu-ri, Hwagae-myeon, Hadong-gun, Gyeongsangnam-do, Korea Południowa

## Galeria

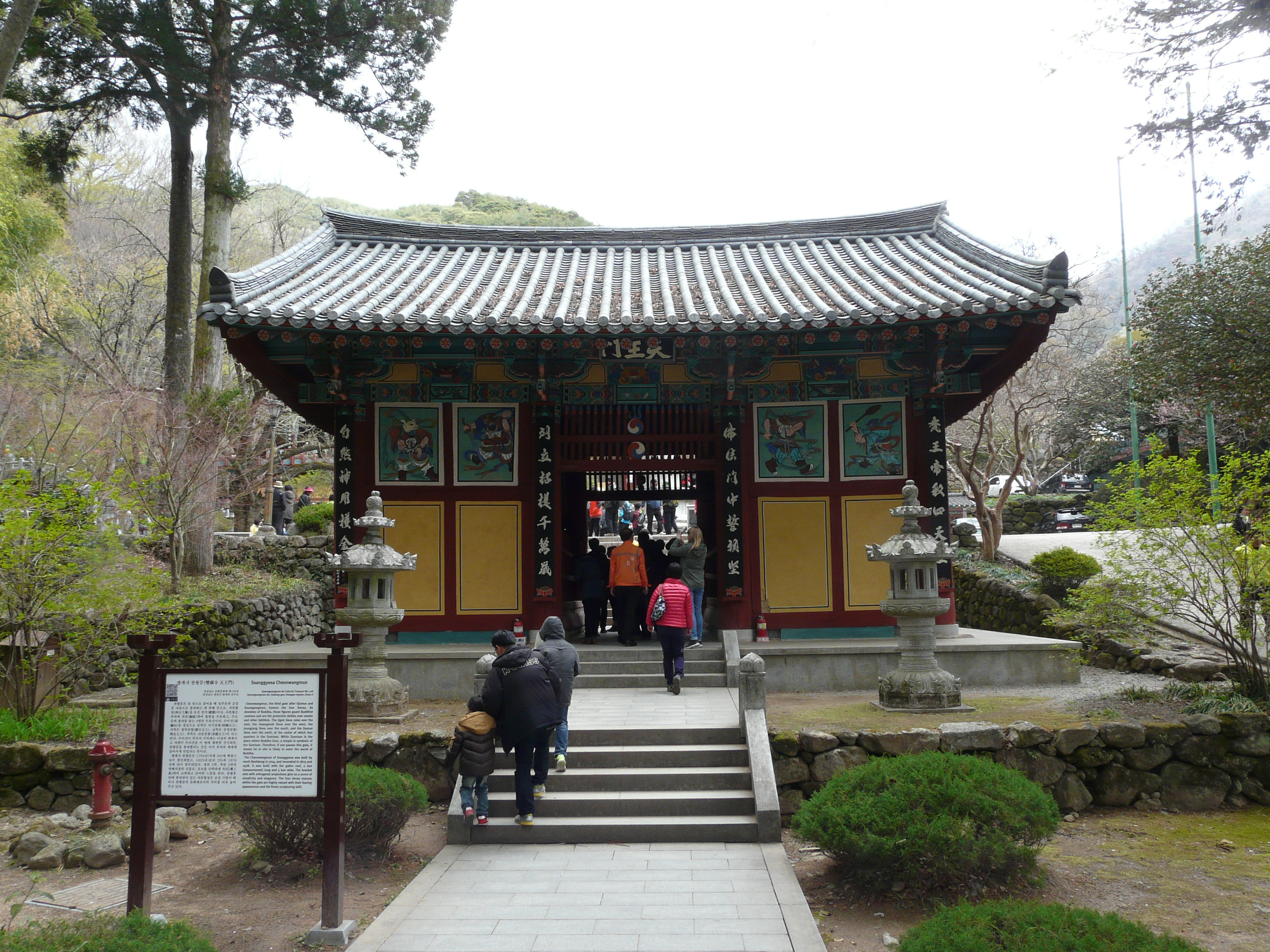
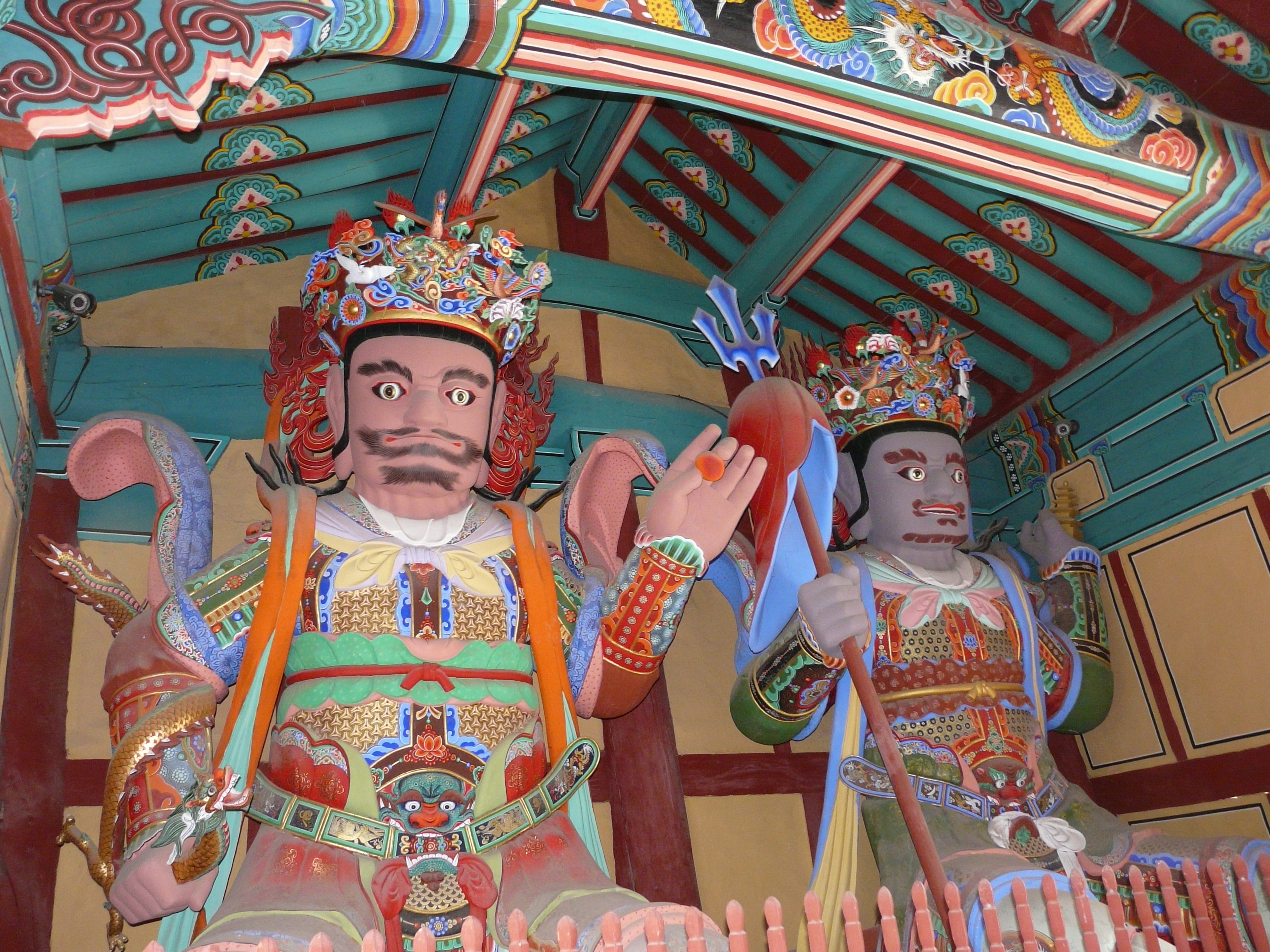
Strażnicy w bramie
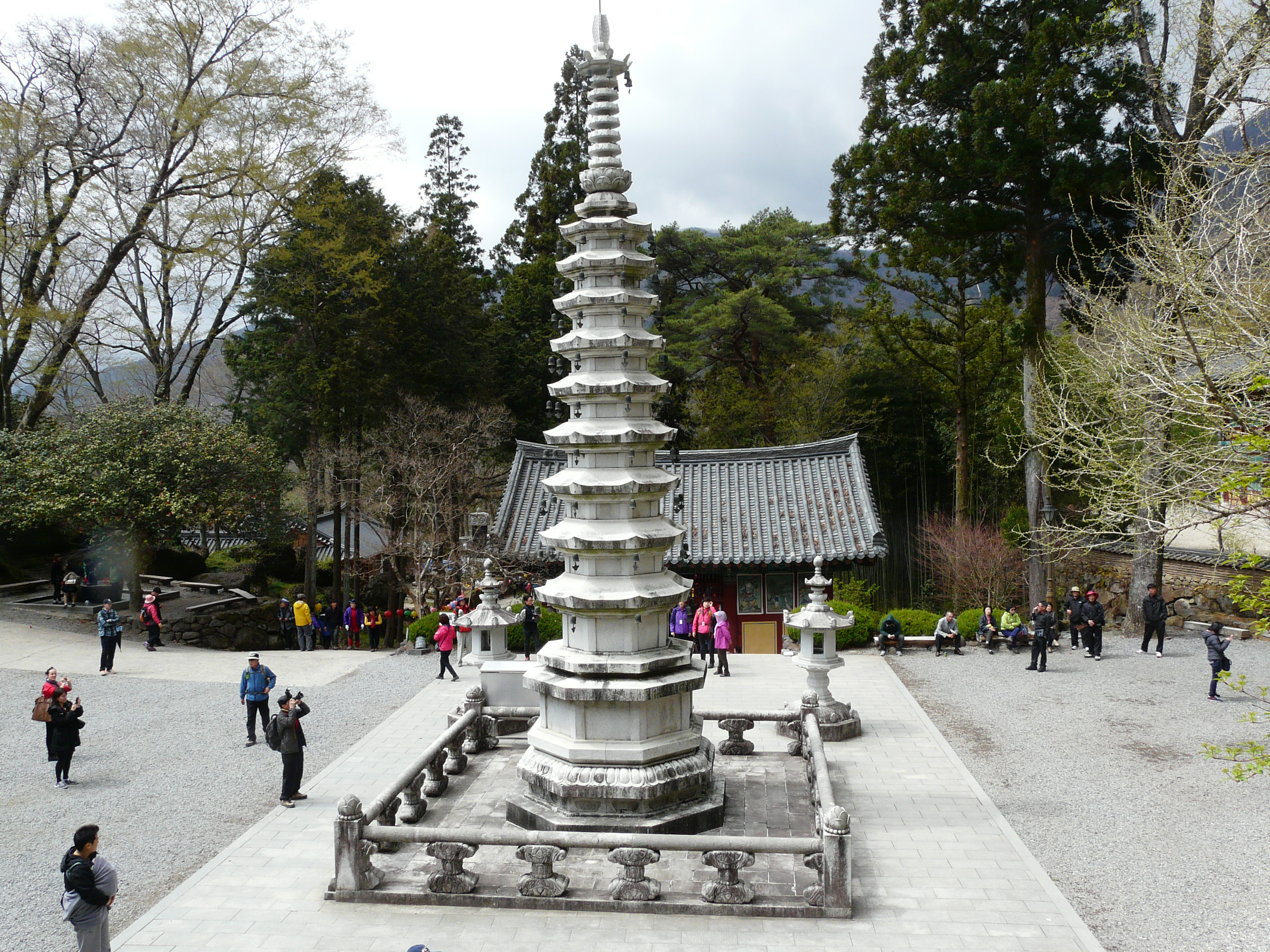
Stupa
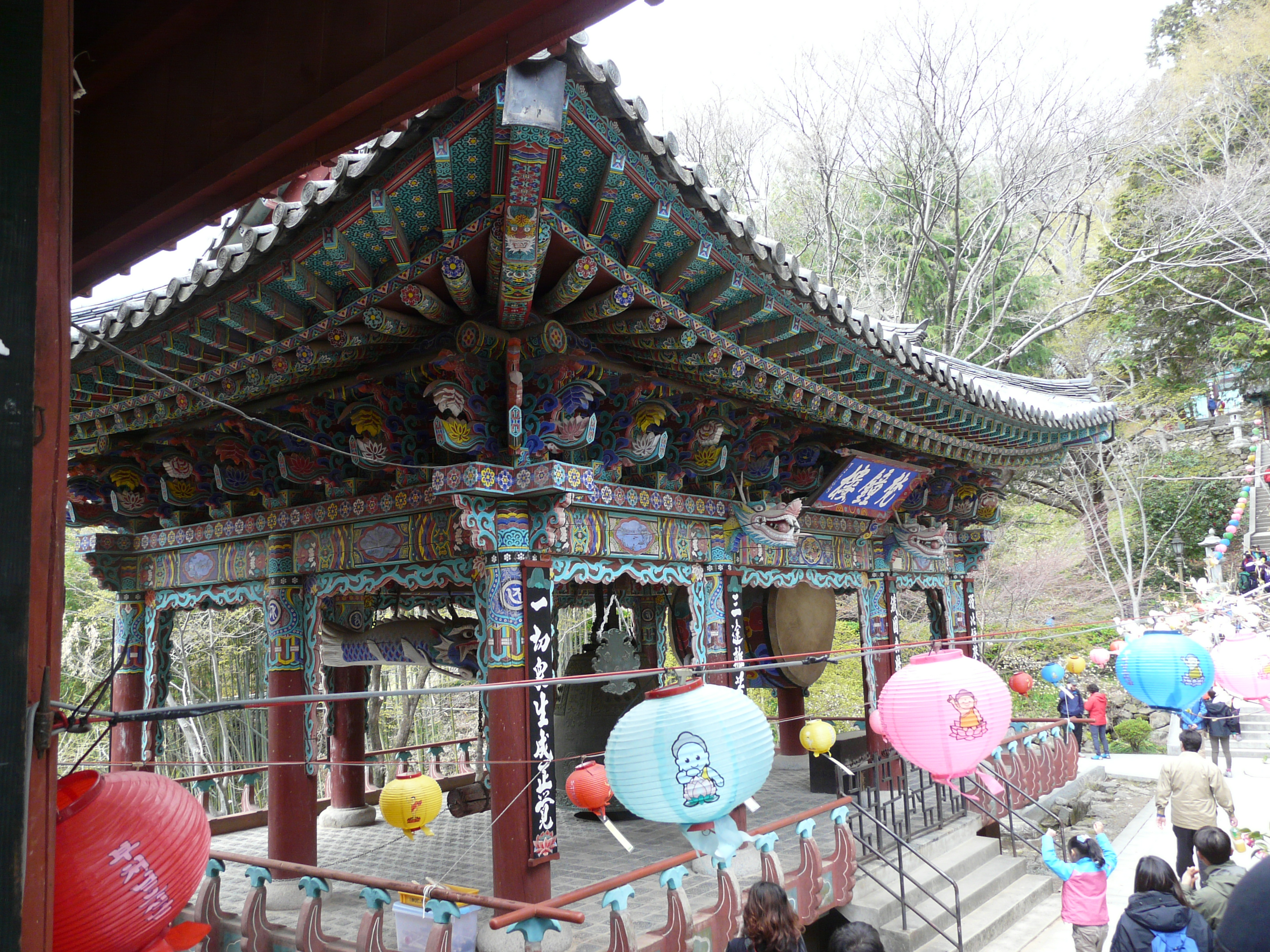
Wieża (pawilon) dzwonu i bębna
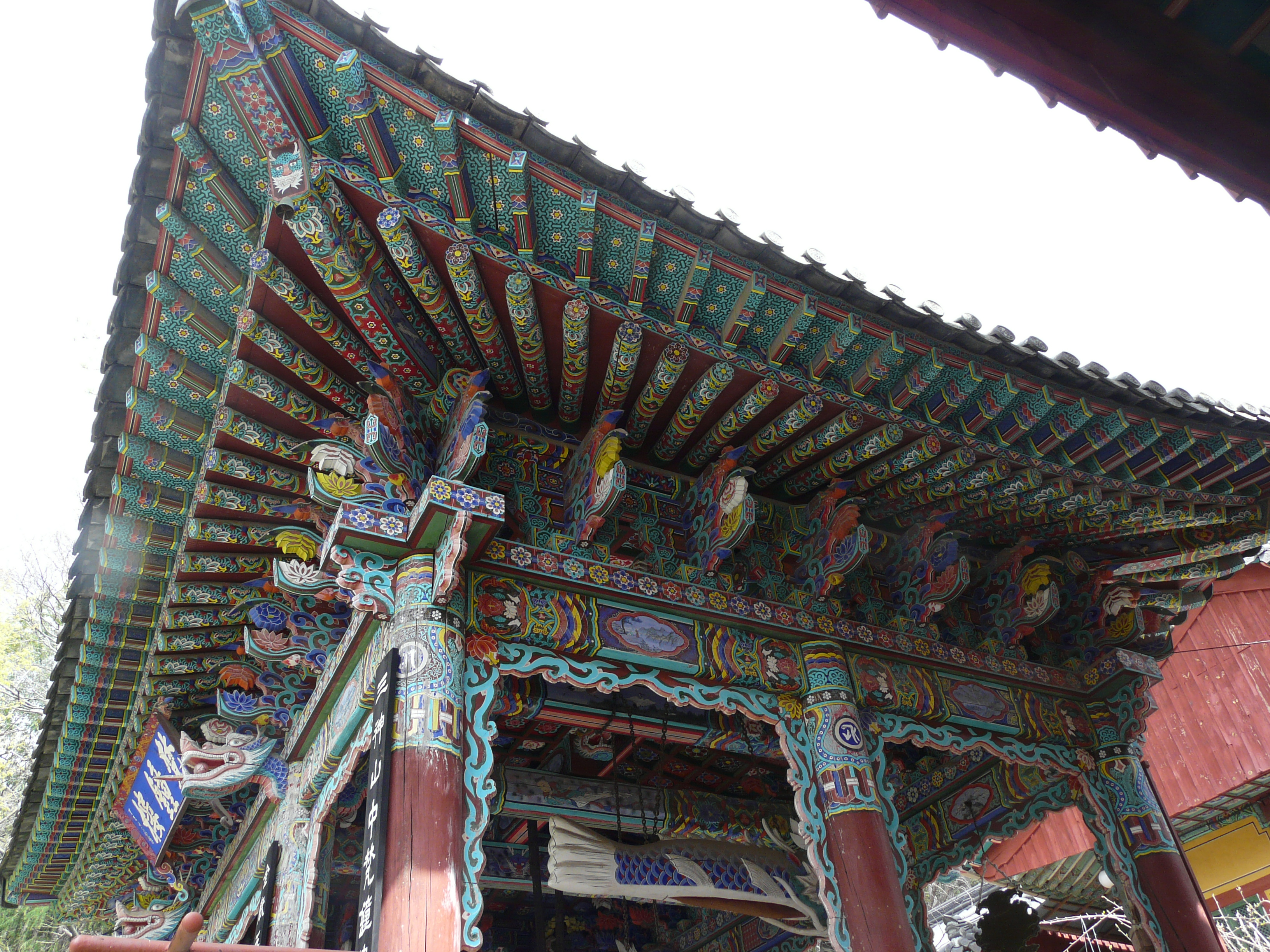
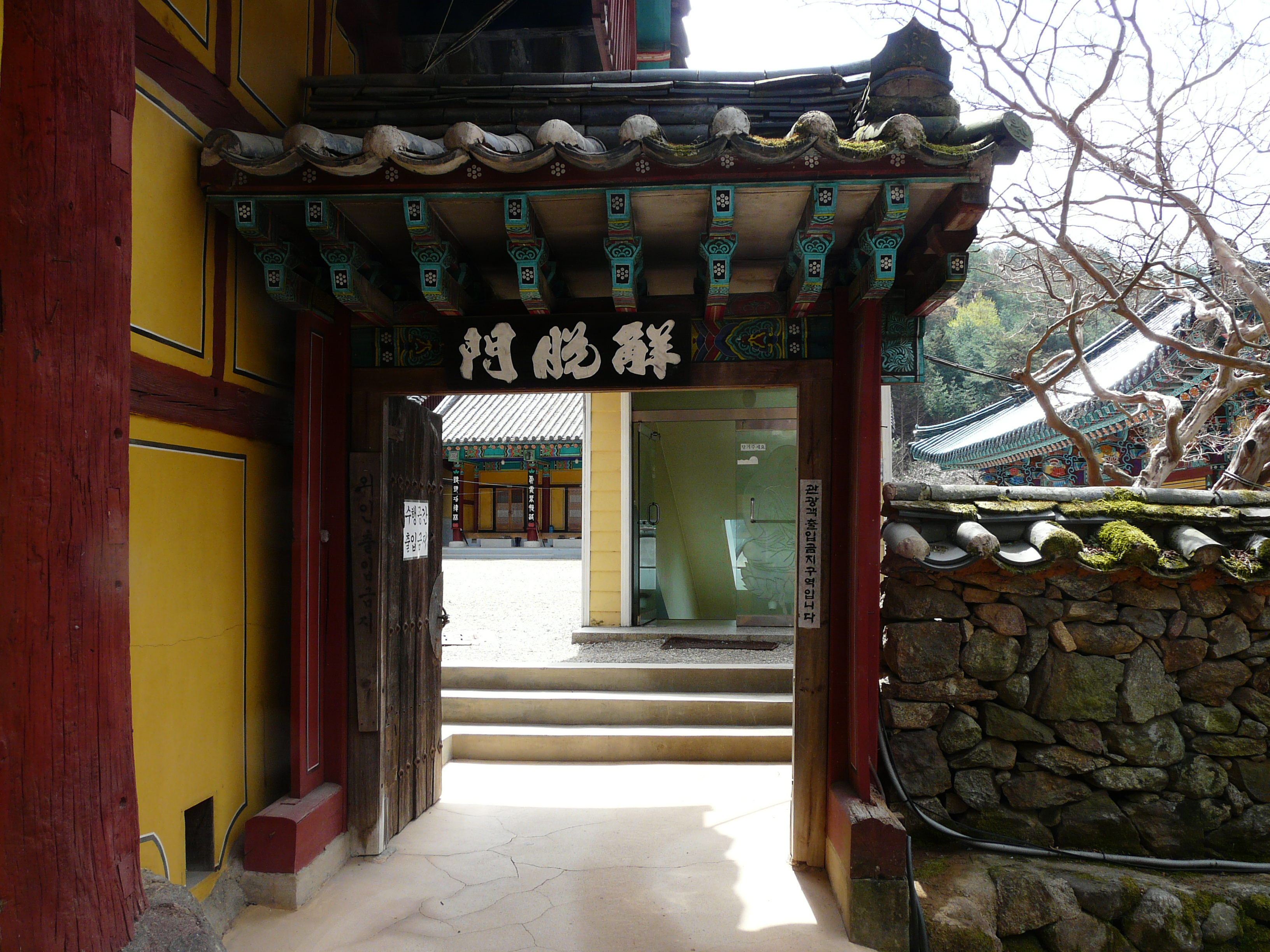
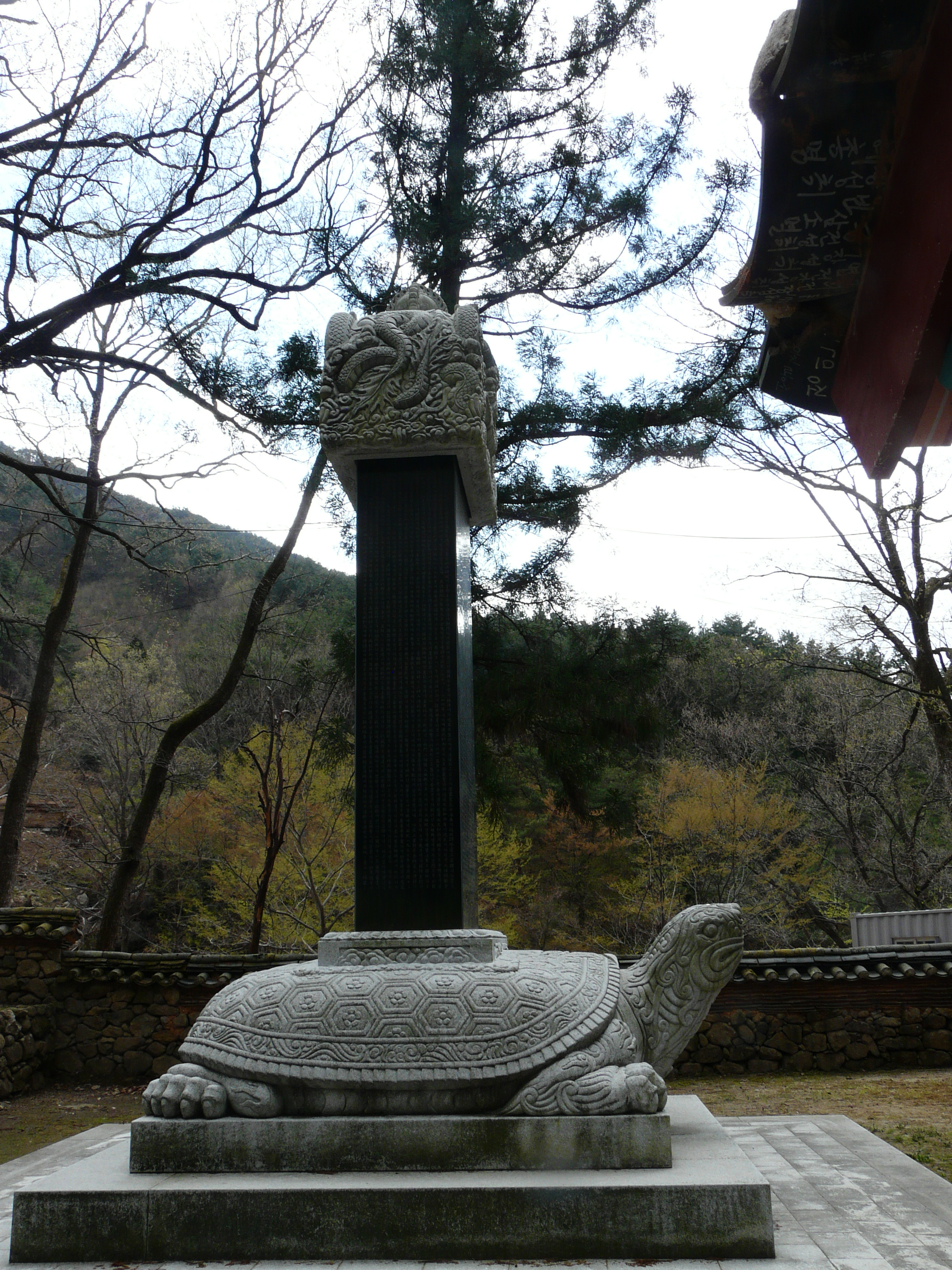
Stela
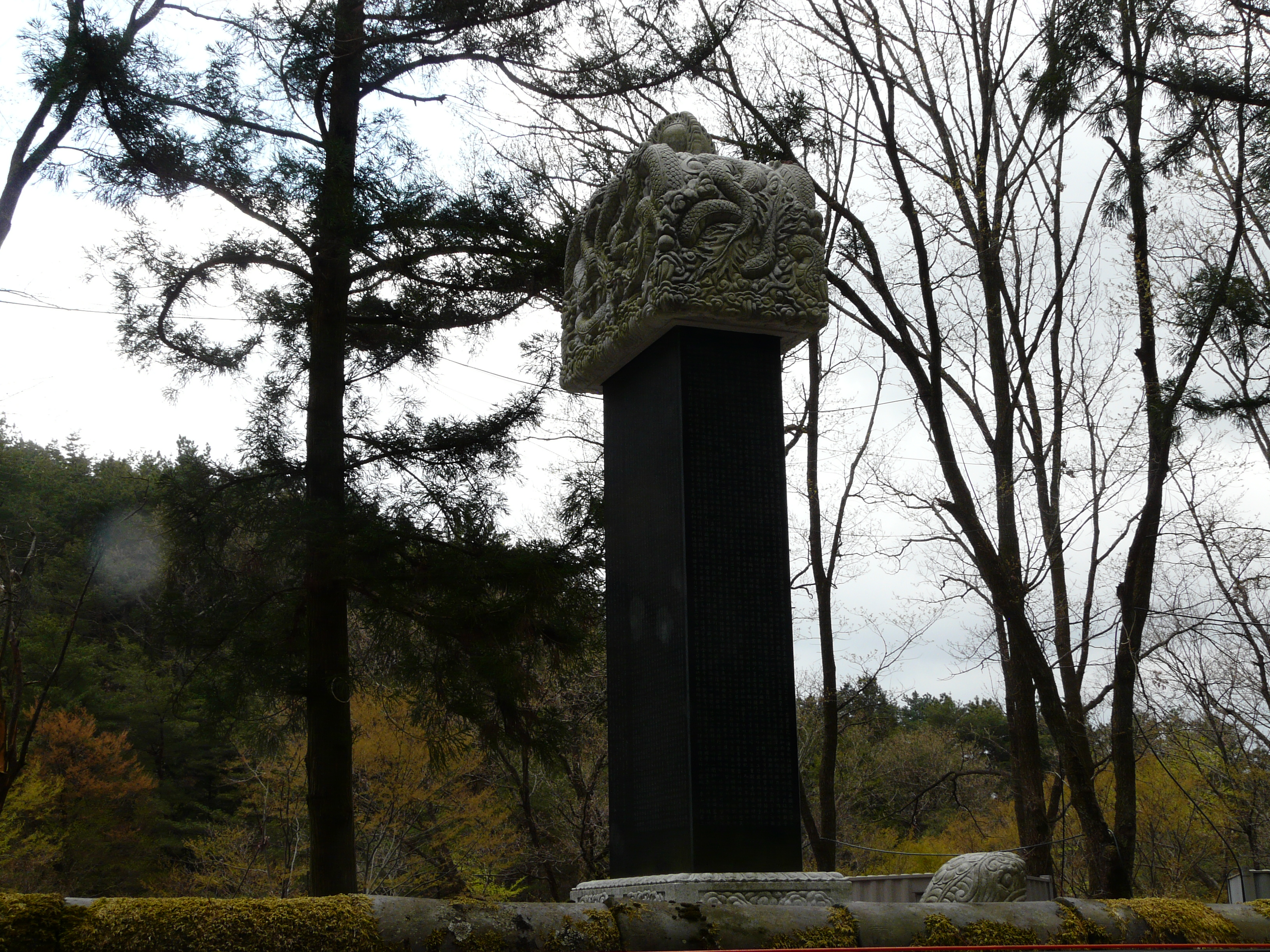
Stela
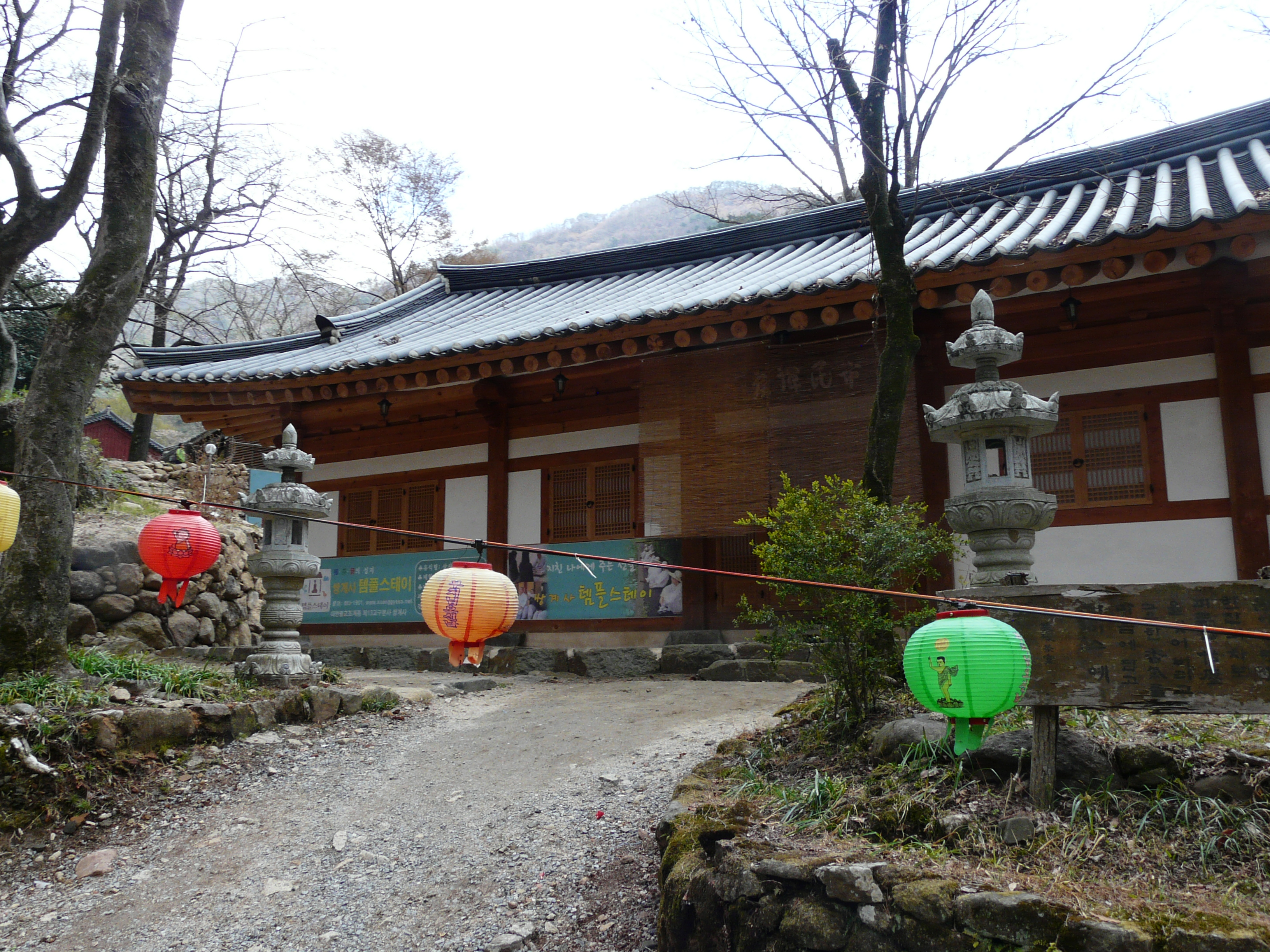
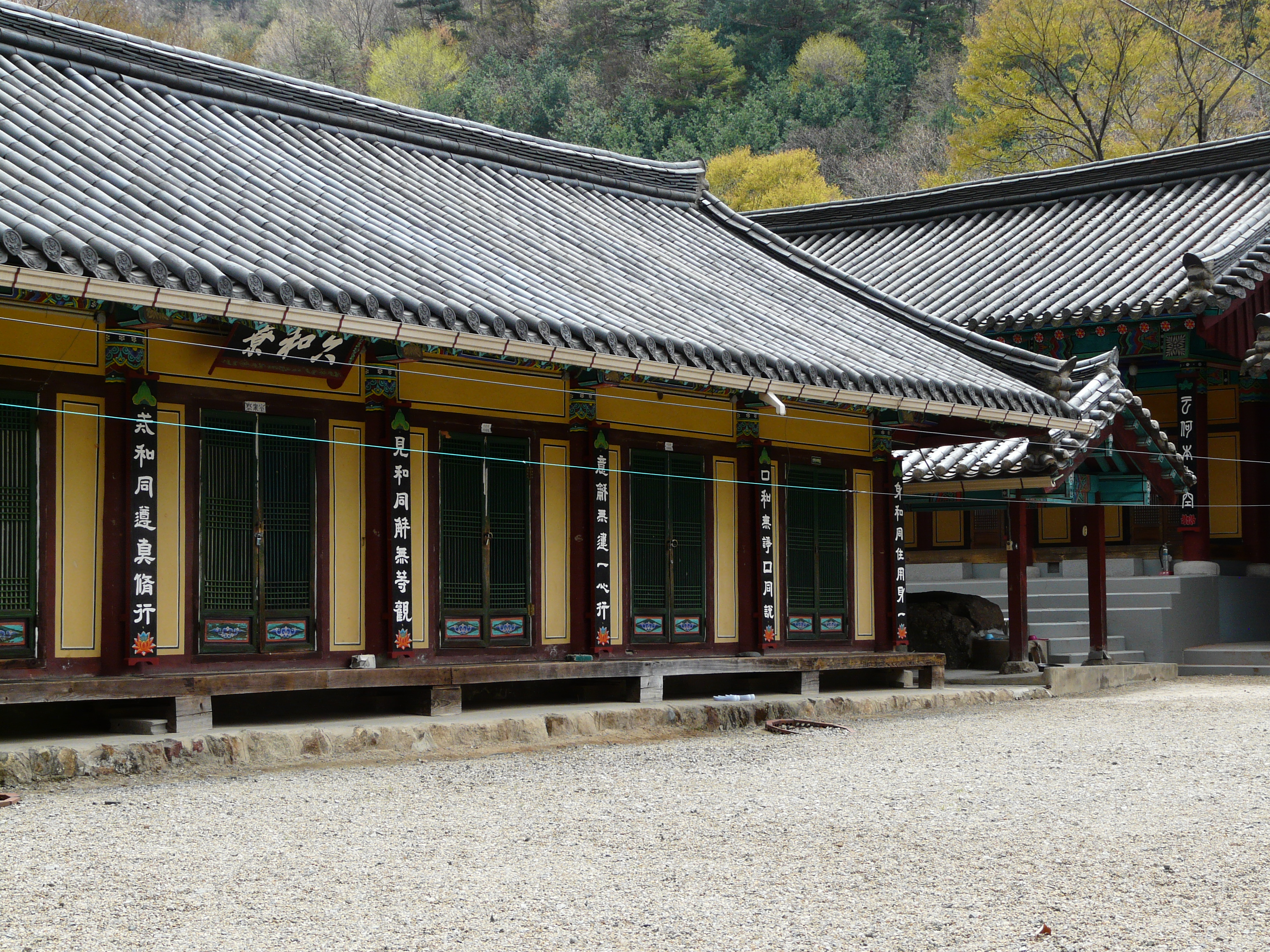
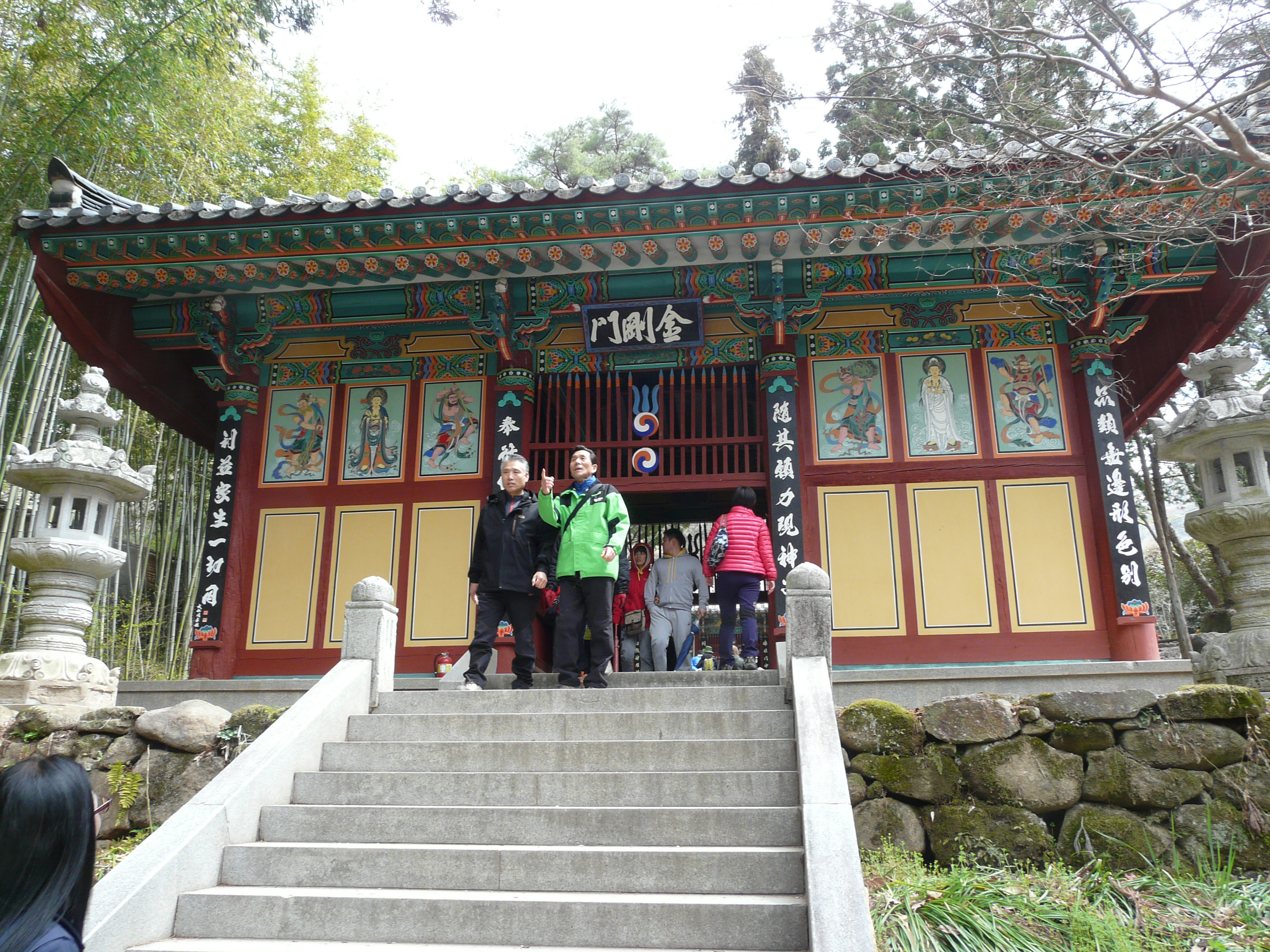
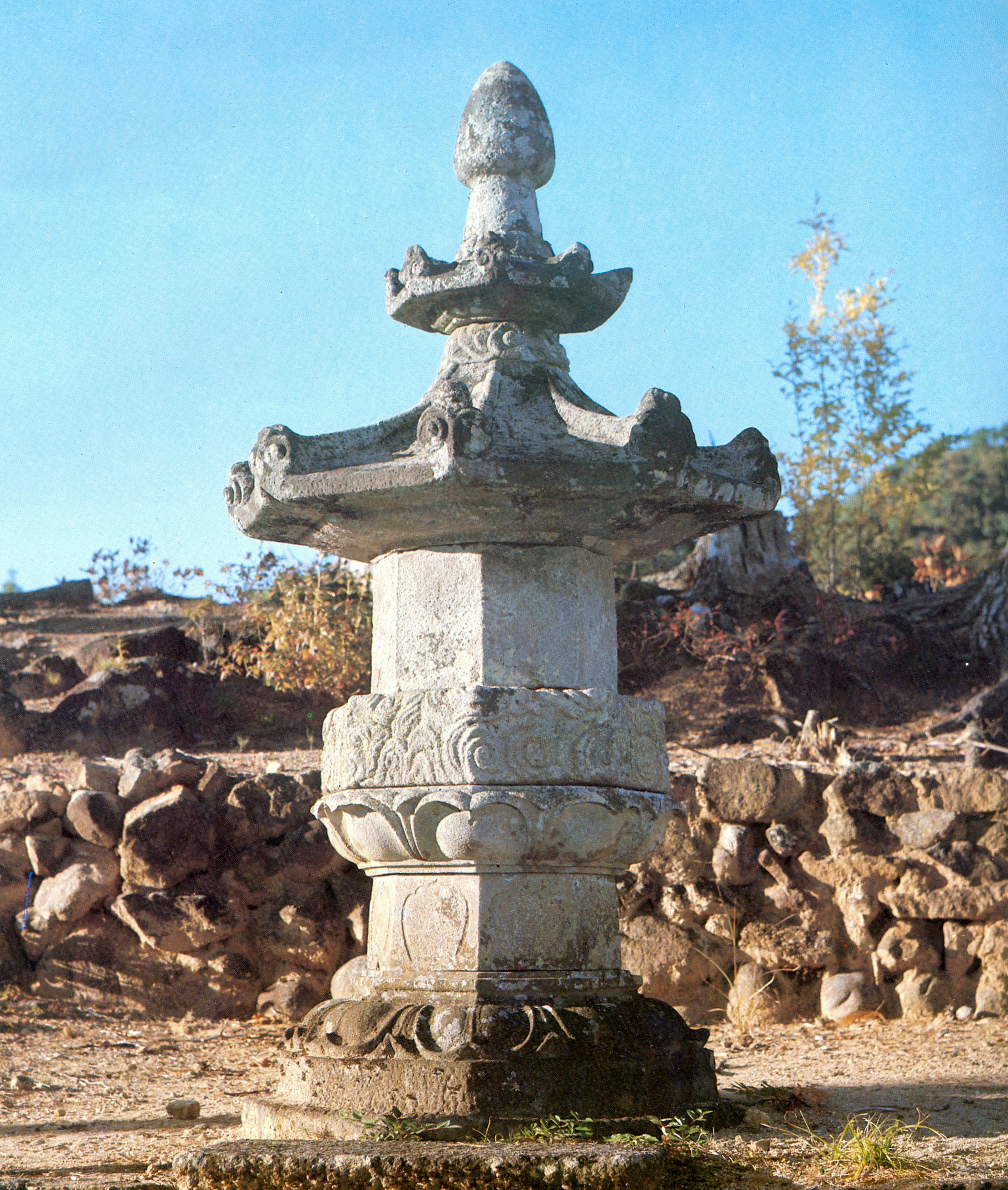
Kamienna stupa
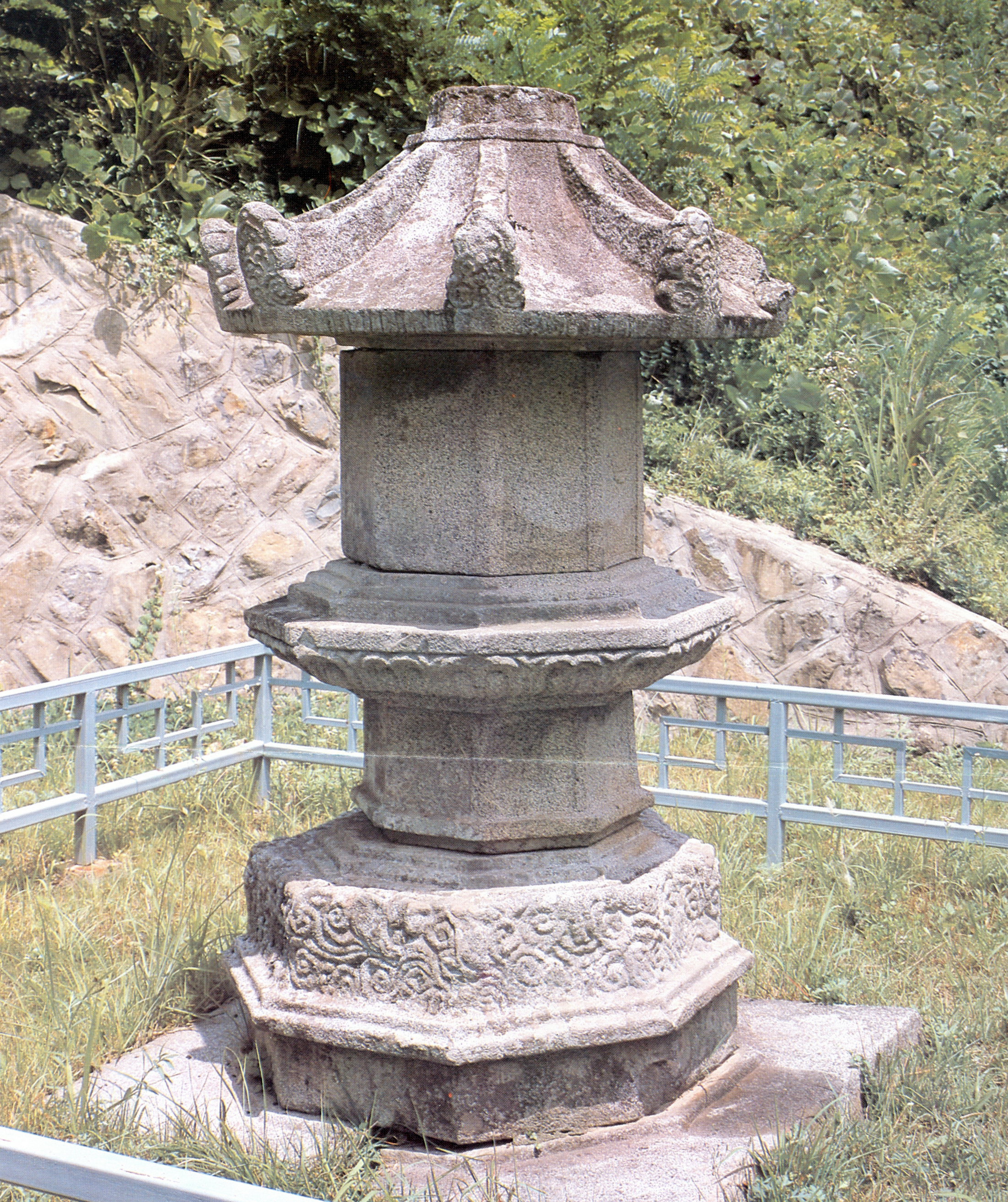
Kamienna stupa
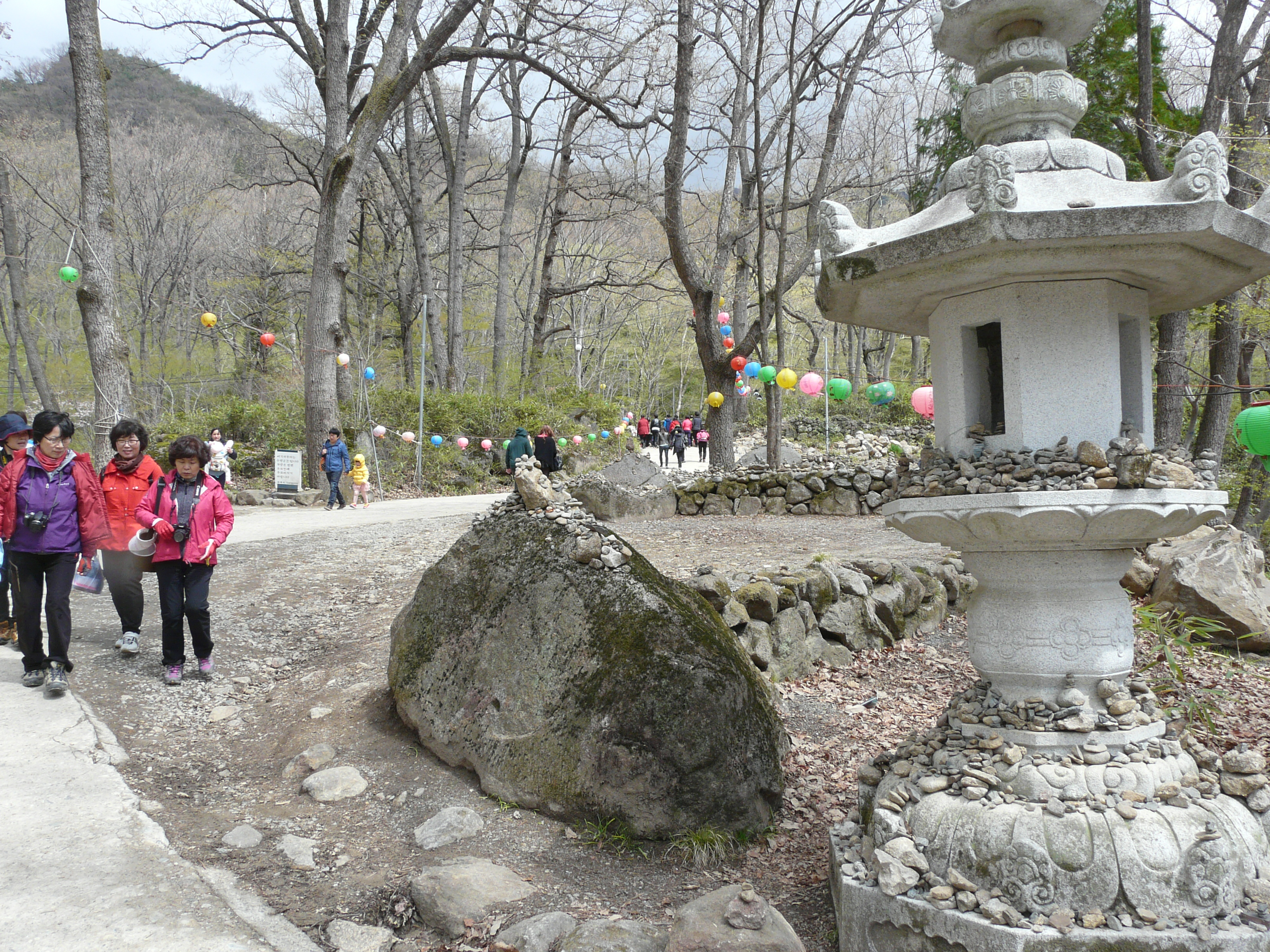
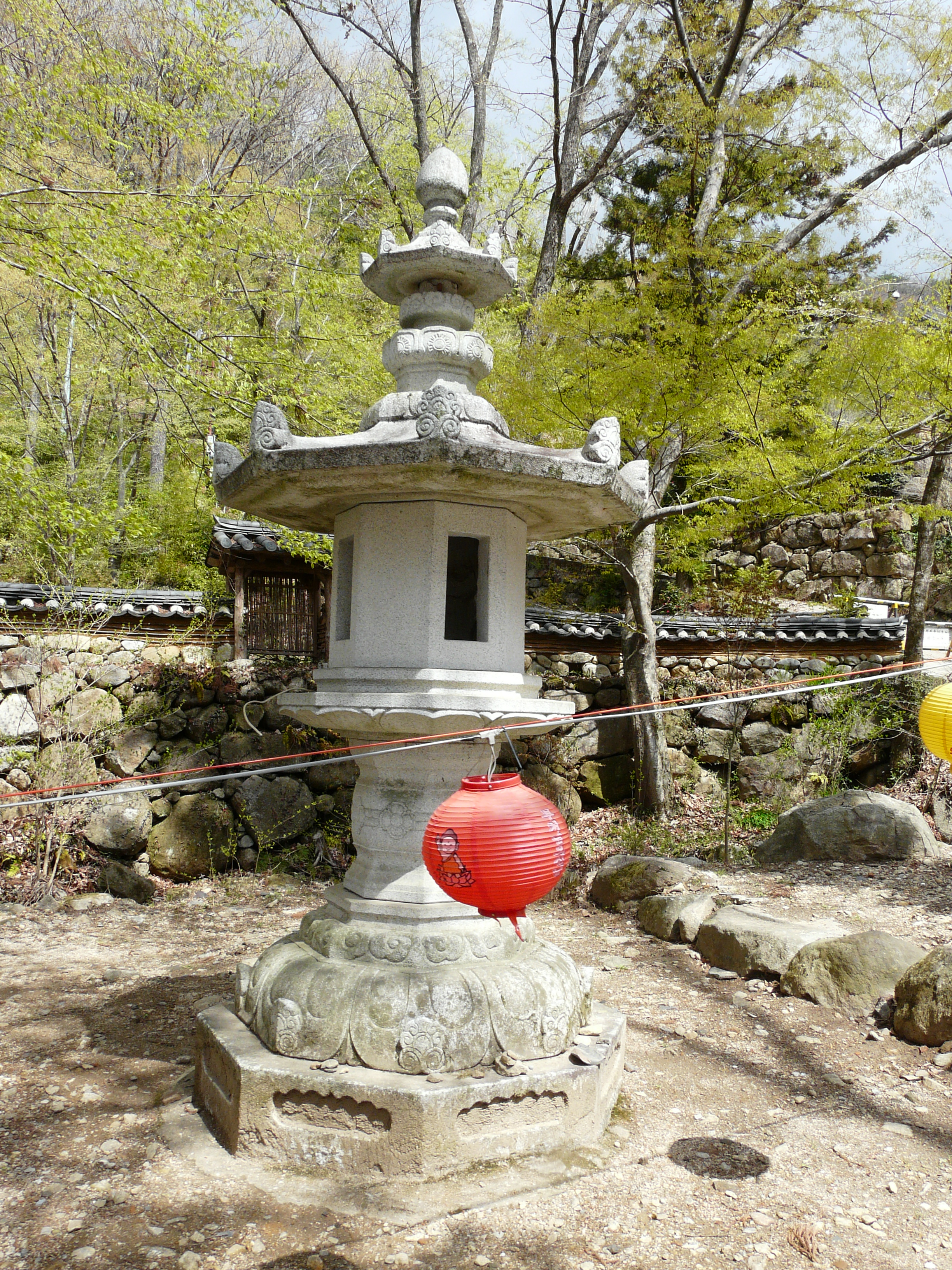
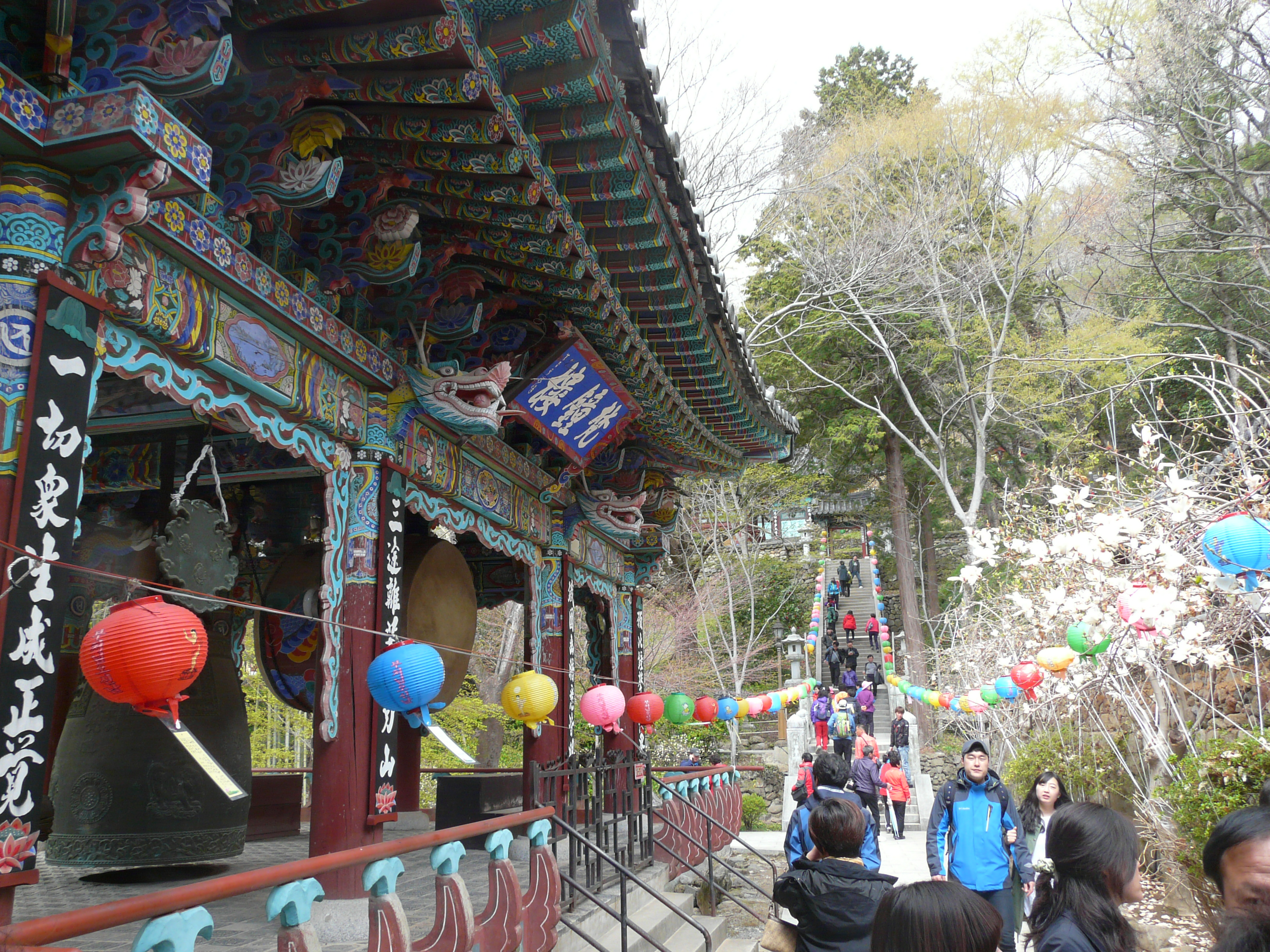
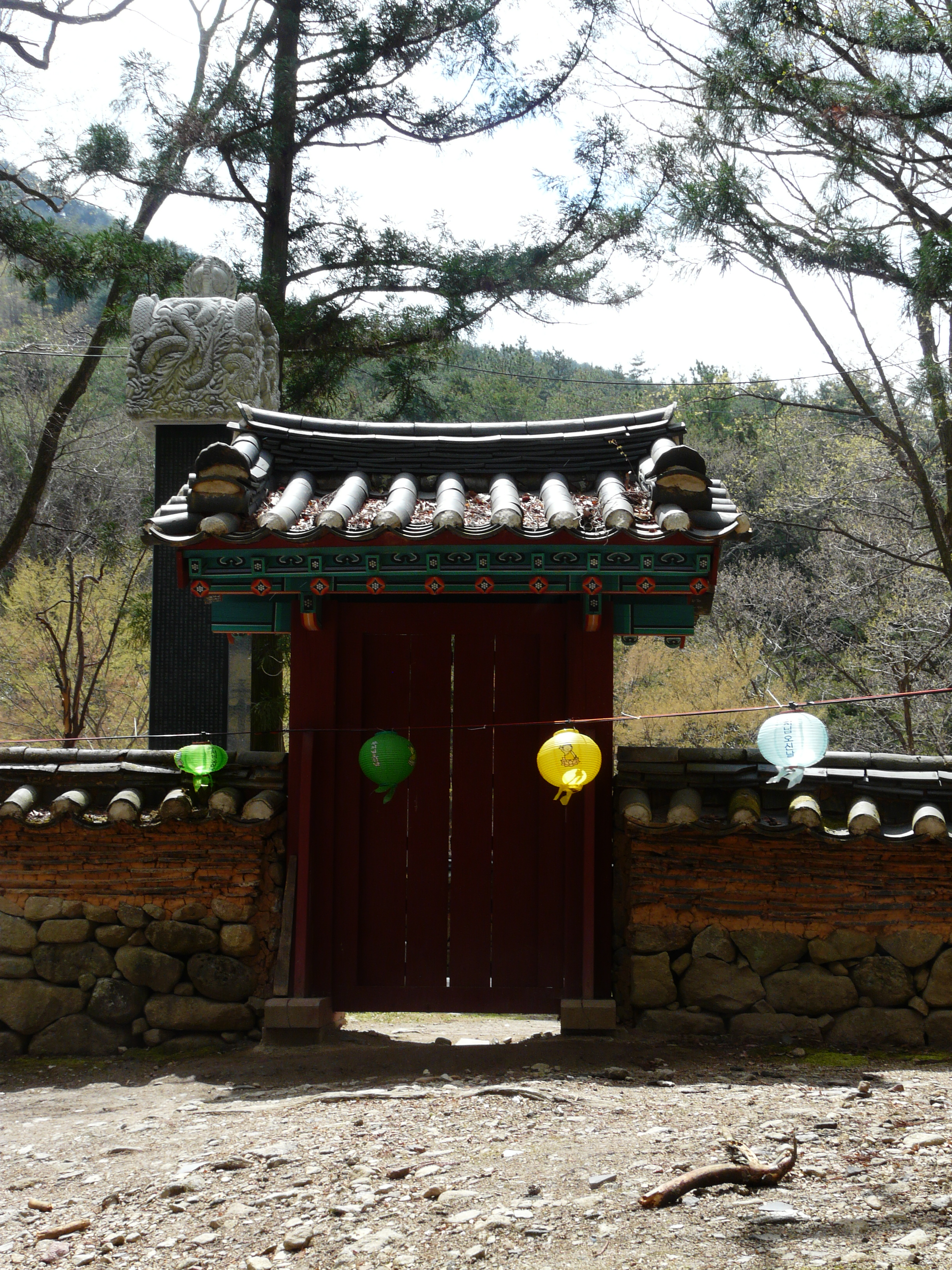
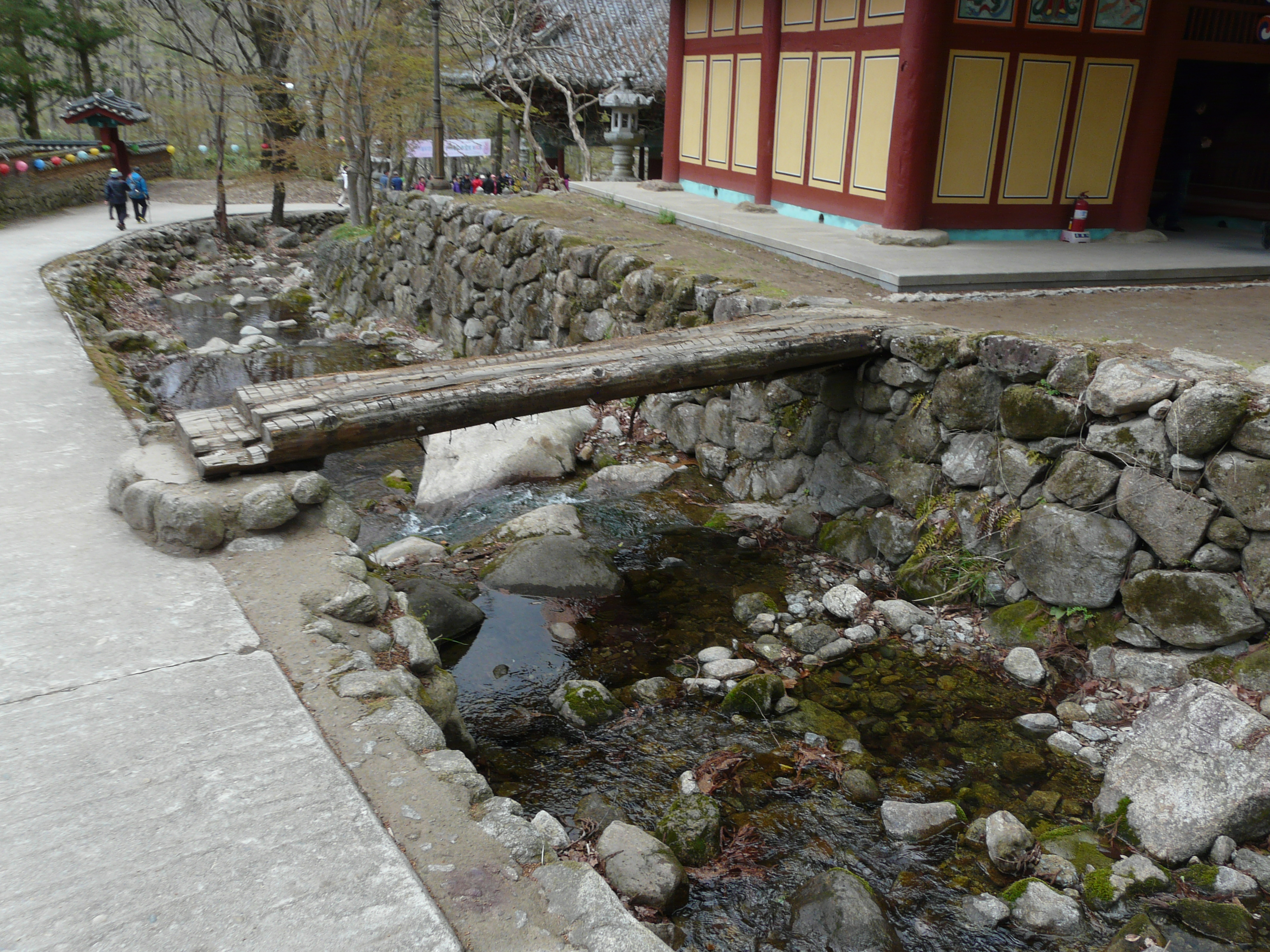